# Bolsa de Valores de Frankfurt

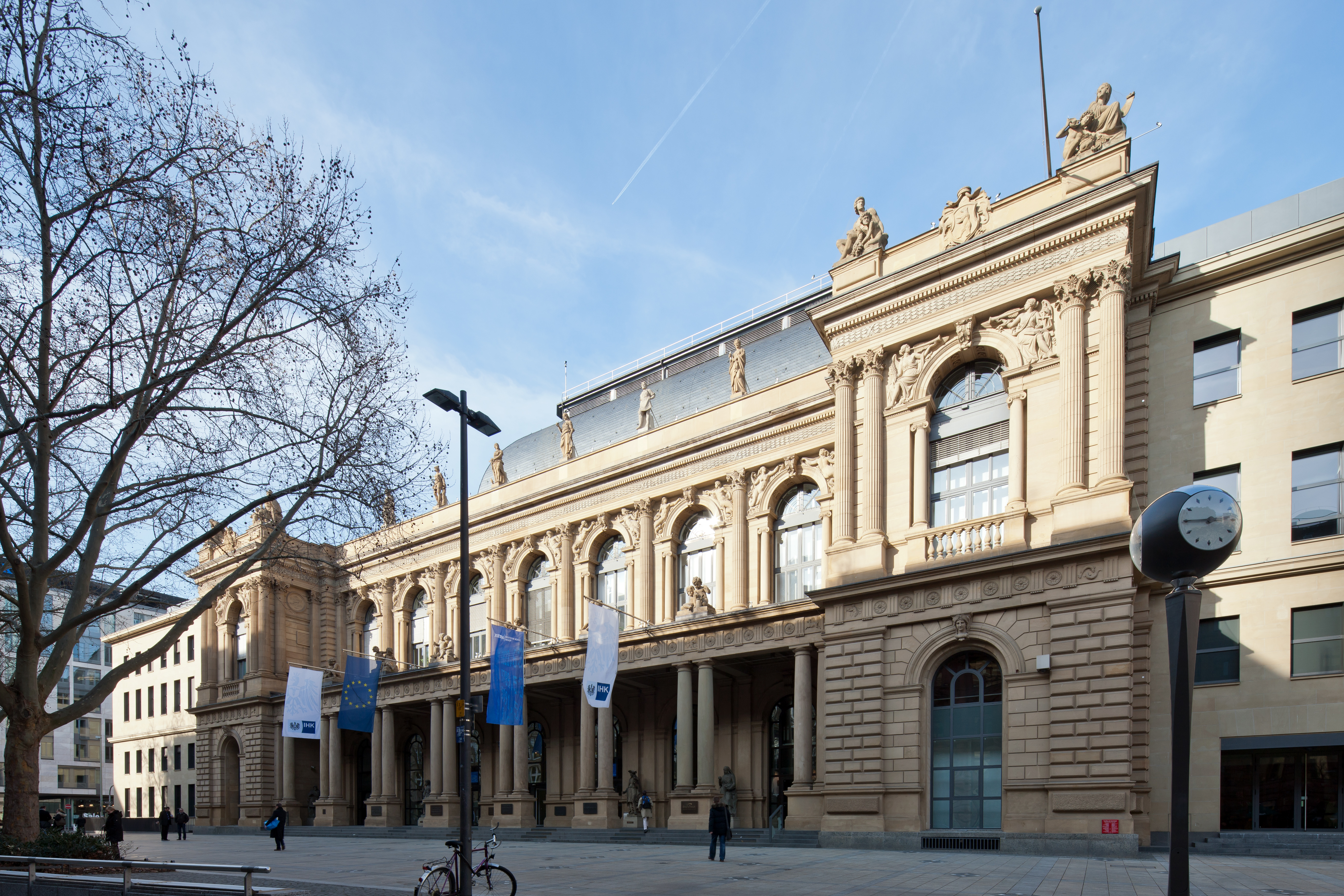
Prédio da Frankfurter Wertpapierbörse

A Bolsa de Valores de Frankfurt, em alemão Frankfurter Wertpapierbörse representa a maior bolsa de valores na Alemanha, sendo considerada uma das maiores e mais eficientes do mundo, localizada em Frankfurt am Main. Pertence ao Gruppe Deutsche Börse e a capitalização de mercado equivale a US$ 17,76 Bilhões em julho de 2015. A bolsa de valores de Frankfurt detém 90% do volume de negócios do seu país de origem e uma grande parte na Europa. Seu índice principal é o DAX-30, com base no sistema Xetra.
A origem da bolsa de valores de Frankfurt remonta ao século IX, com uma carta do rei Luís II, o Germânico, instituindo o livre comércio; mas não foi até 1949, com o fim da Segunda Guerra Mundial, que ela se consolidou como a principal da Alemanha. 